# Korund

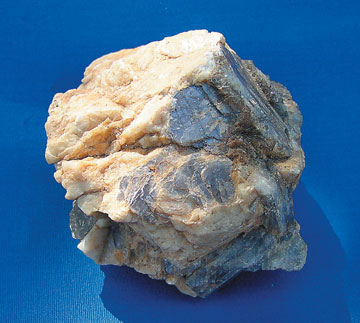
Korund

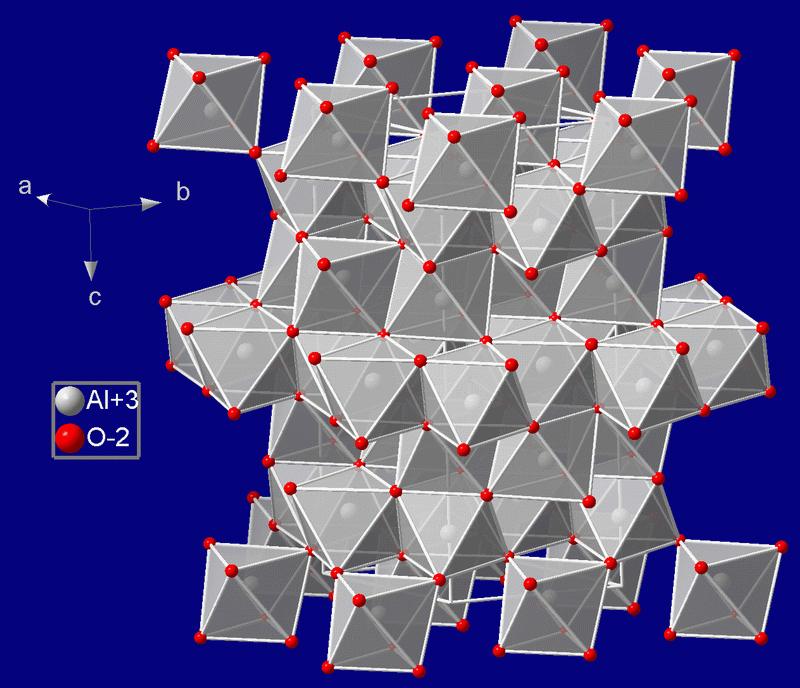
Kristallstrukturen hos korund.

Korund är ett mineral bestående av aluminiumoxid (Al2O3).
Korund förekommer sparsamt i vissa bergarter såsom marmor, glimmerskiffer och någon gång i gnejs. Ädelstenarna rubin och safir består av korund. Rubin är den röda varianten av materialet, blå korund kallas safir, gul korund kallas gul safir eller orientalisk topas, violett korund orientalisk ametist eller violett-rubin. Ljusa eller ofärgade korunder kallas stjärnsafirer. Ogenomskinliga kristaller av grå färg kallas vanlig korund medan en blågrå till brun blandning av små korundkristaller i annat material kallas smärgel.
Korund har en hårdhetsgrad av 9 på Mohs hårdhetsskala och lär vara det hårdaste material som varken innehåller kol eller bor, bortsett från en nyupptäckt form av titandioxid som lär vara ännu hårdare än kubisk bornitrid – bara varianter av rent kol (diamant) är hårdare.
Ren korund i de monokristallina formerna safir, rubin eller syntetiskt tillverkade kristaller, hör också kemiskt till de mest beständiga ämnen man känner till. Den klarar de flesta kemikalier och i en vanlig naturlig miljö är den till och med bättre än kvarts, som hör till det mest tåliga i riktigt sura miljöer och som utgör de beständiga kornen i vanlig sten som granit och gnejs. Kvarts kan dock nötas mekaniskt av andra kvartskorn i exempelvis rinnande vatten, medan korund knappast påverkas av något i naturen. Termiskt är korund, som klarar över 2 000 °C, överlägsen den hårdare diamanten vilken redan i en vanlig lägenhetsbrand kan förvandlas till koldioxid.
En form av korund (förorenad av järnoxid och kiseloxid) kallas smärgel och används som slipmedel i slippapper och slipstenar.

## Förekomst
De rikaste förekomsterna av de ädla korundvarianterna finns i övre Myanmar och på Sri Lanka. På Sri Lanka är annars rubiner ovanliga. Safirer förekommer även i Brasilien, och enstaka safirer och rubiner har påträffats i Nordamerika. I Europa är inga fyndorter kända.
Varianten diamantspat förekommer i Kina och smärgel på grekiska Naxos och Samos. Medan ädel korund sällan når någon mera betydande storlek, kan oädla varianter förekomma i klumpar på upp till 500 kg. De viktigaste fyndorterna för vanlig korund ligger i Ontario i Kanada, men förekommer även Nord-Karolina i USA.

## Syntetisk korund
Syntetiskt framställd korund, med samma hårdhet som den naturliga, erhålls genom en speciell form av smältning av aluminiumoxid, där tillsättning av kromoxid ger konstgjord rubin, medan tillsats av järnoxid och titansyra ger konstgjord safir.
På liknande sätt kan man erhålla konstgjord krysoberyll samt färglösa eller gula safirer. Dessa syntetiska ädelstenar har alla egenskaper identiska med de naturliga, med skiljer sig från dessa genom sitt innehåll av runda luftblåsor, som i regel kan ses med hjälp av lupp. De har inte heller den sidenartade skiftning, som äkta rubiner och safirer ofta uppvisar.

## Galleri

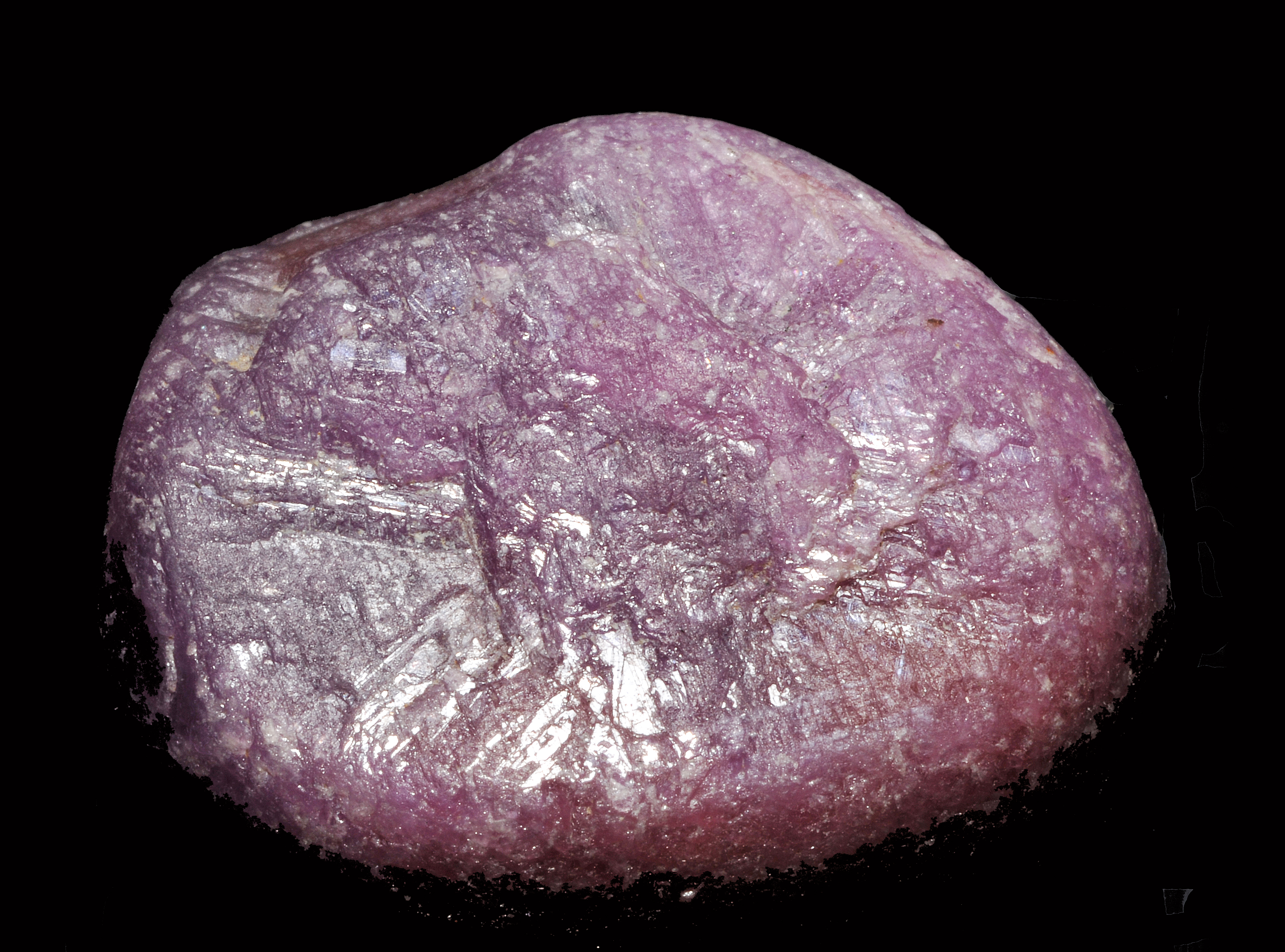
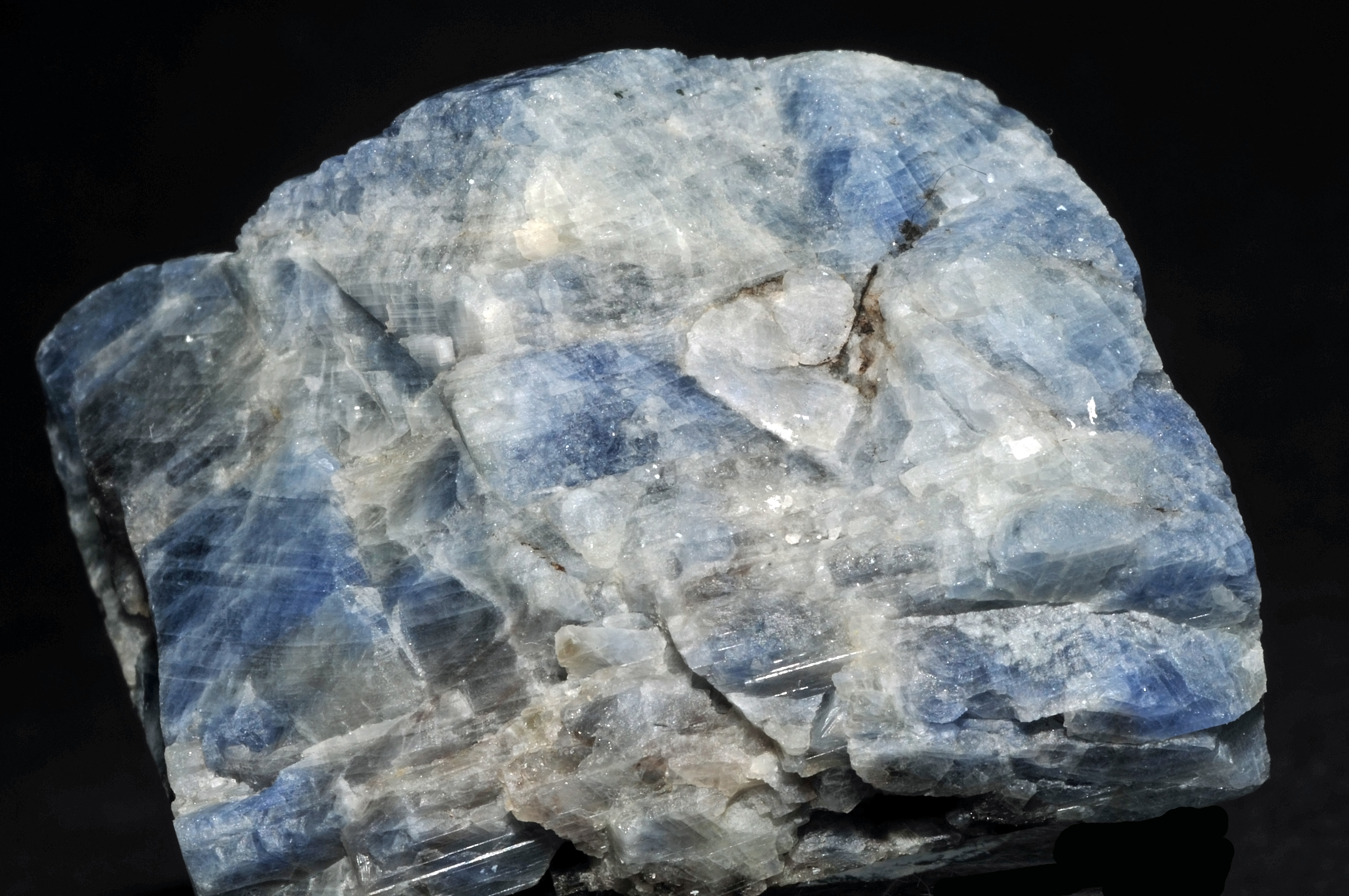
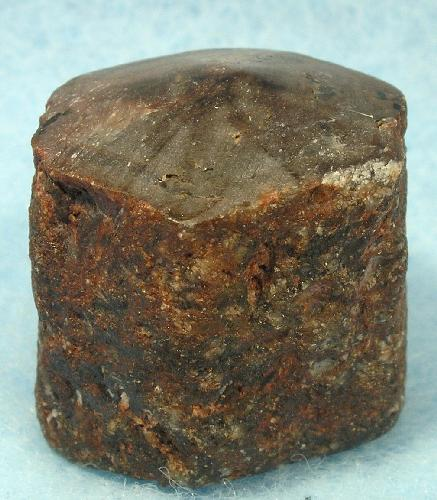
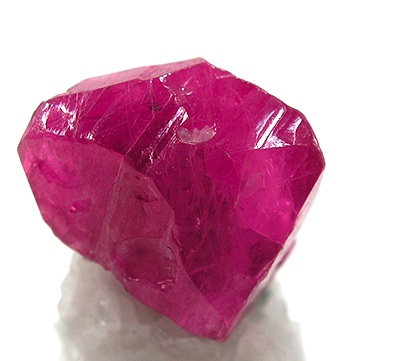
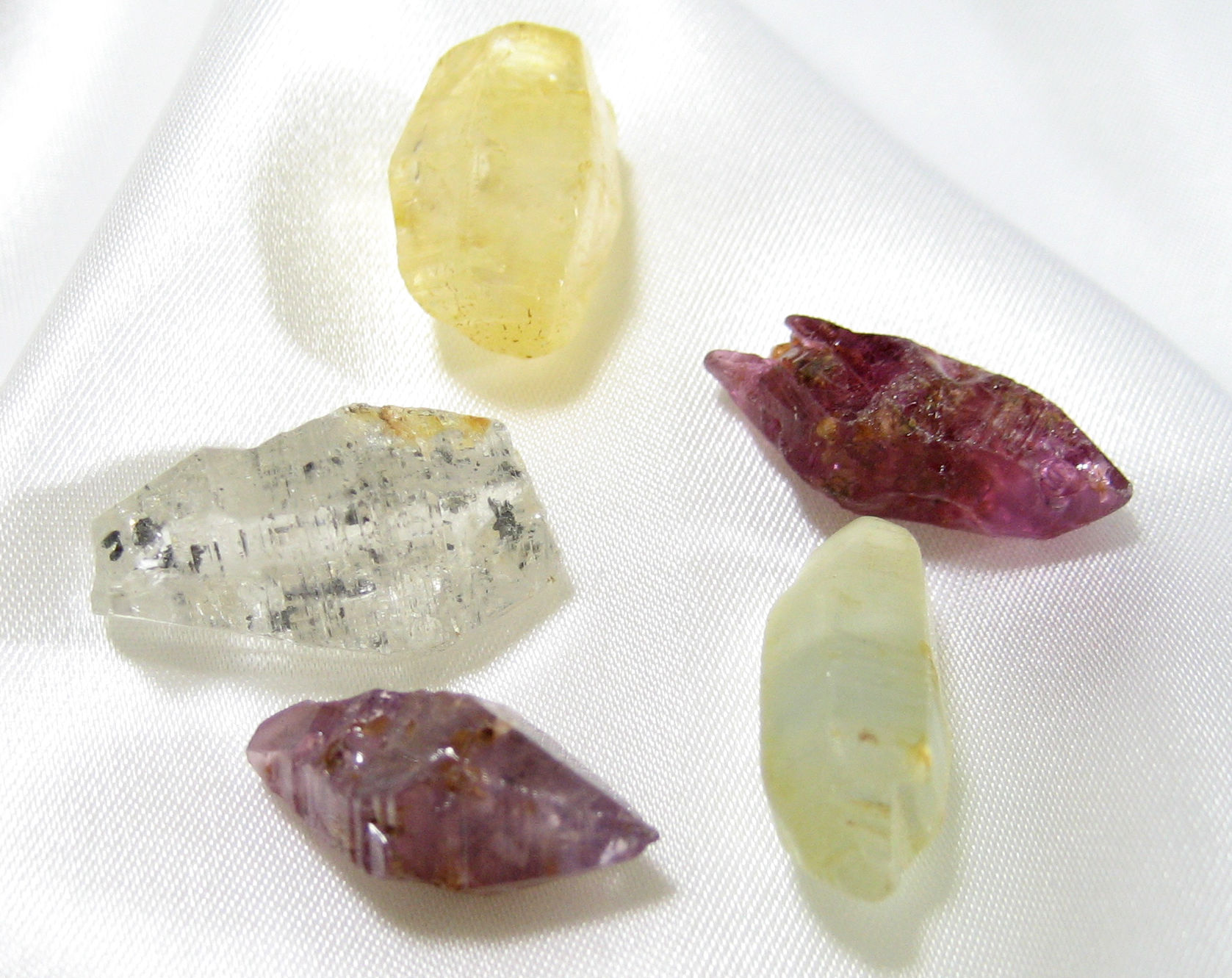
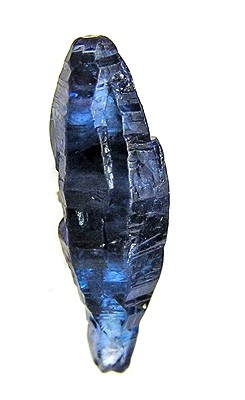
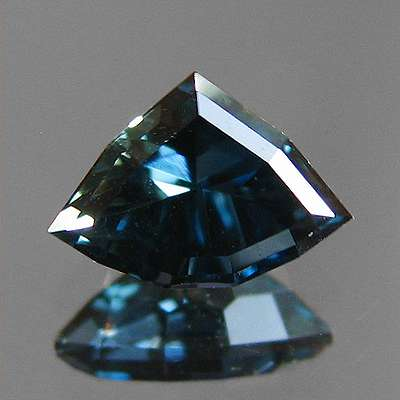
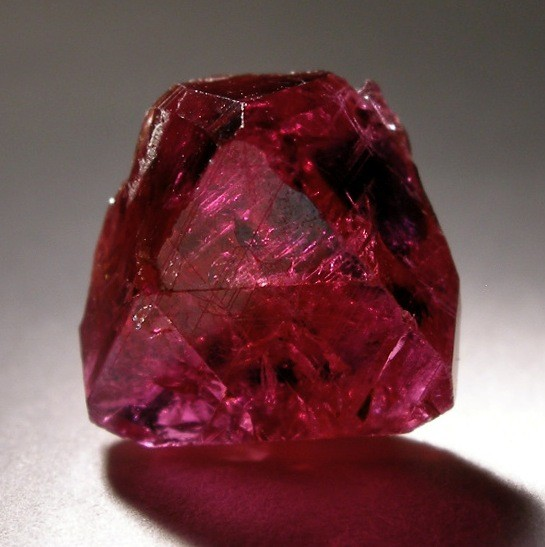
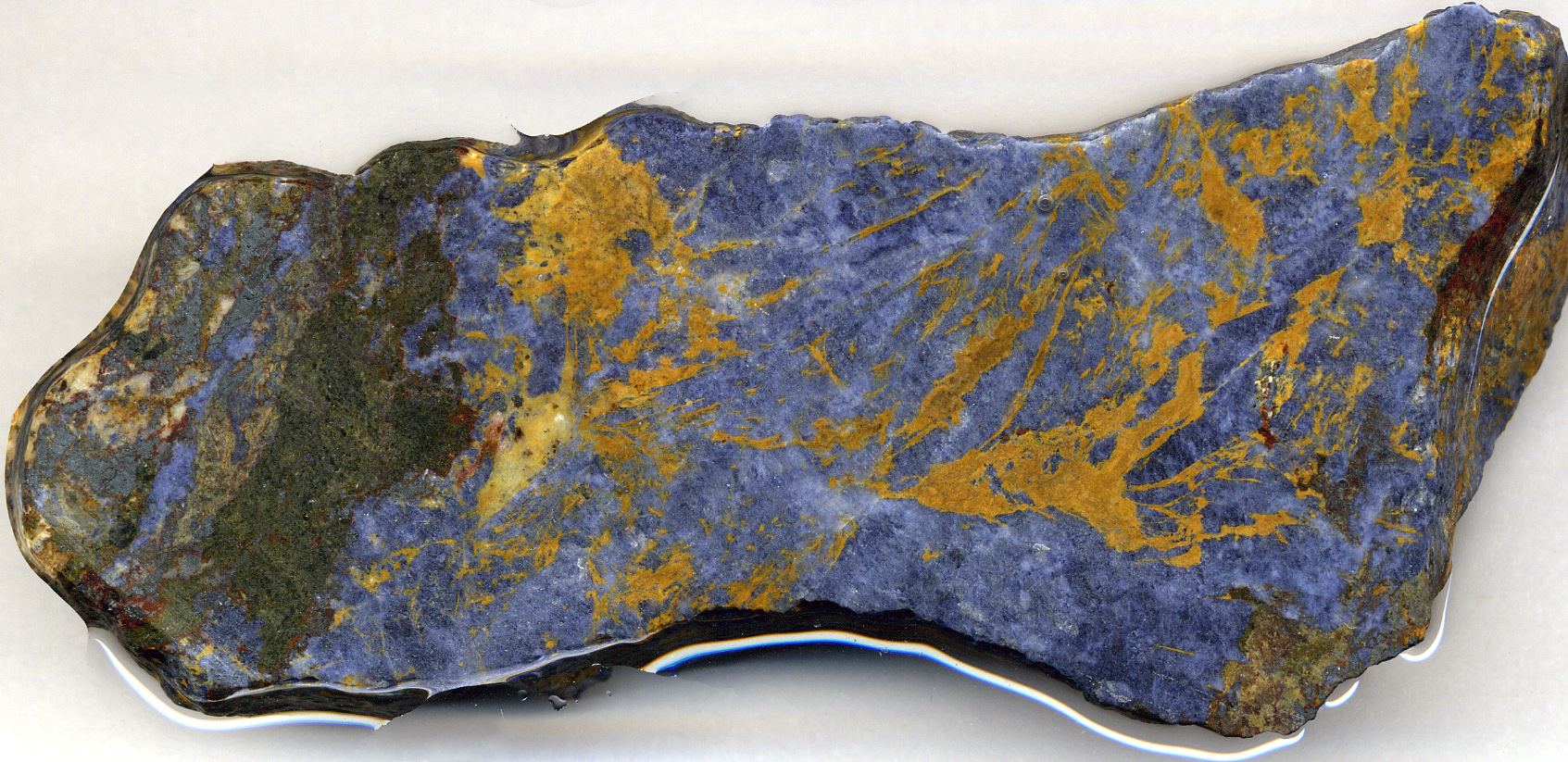